# Eginardo
Eginardo (o Einhard en alemán; 770 - Seligenstadt, 14 de marzo de 840) fue un escritor franco del siglo IX, biógrafo de Carlomagno.

## Biografía
Nacido en una buena familia del valle del Meno, fue educado en la abadía de Fulda. Cuando tenía unos 22 años se trasladó a la Escuela Palatina de Aquisgrán. Allí conoció a los hijos de Carlomagno y ganó la amistad de Ludovico Pío, entrando en la Corte de Carlomagno. Fue muy amigo de Carlomagno, ya que estuvo con él durante 20 años.
Fue profesor de la academia de Aquisgrán y es posible que llegara a dirigirla. Su matrimonio con Emma mejoró la buena relación con la nobleza. Tuvo un hijo, Vussinus.
En recompensa, el emperador Luis le confió las posesiones de Michelstadt y de Mülheim y de varias abadías laicas, entre ellas la abadía de Saint-Wandrille en 816-823.
El nacimiento de Carlos el Calvo en 823, que dividió a los descendientes de Carlomagno, hizo que buscara la intermediación, pero la rebelión en 830 llevó a que Eginardo se estableciera en Mülheim, donde fundó la abadía de Seligenstadt, en la que se dedicó a la actividad literaria. Falleció allí en 840. Además de todo esto, realizó una obra de orfebrería, presumiblemente de plata o bronce, en la que se representaba la victoria del cristianismo en un arco de triunfo a modo de relieve, el conocido Arco de Eginardo, actualmente perdido, del que tan solo nos queda un dibujo del siglo XVII conservado en la Biblioteca Nacional de Francia.

## Obra
Eginardo redactó la Vita Karoli Magni (Vida de Carlomagno), siguiendo la tradición literaria de Las vidas de los doce césares de Suetonio. Más que una biografía, realizó una hagiografía de Carlomagno. Como ejemplo de su labor hagiográfica en torno a la persona de Carlomagno, puede verse la interesante descripción que hace del famoso Emperador:

Era de cuerpo ancho y robusto, de estatura eminente, sin exceder la justa medida, pues alcanzaba siete pies suyos; de cabeza redonda en la parte superior, ojos muy grandes y brillantes, nariz poco más que mediana, cabellera blanca y hermosa, rostro alegre y regocijado; de suerte que estando de pie como sentado realzaba su figura con gran autoridad y dignidad. Y aunque la cerviz era obesa y breve y el vientre algún tanto prominente, desaparecía todo ello ante la armonía y proporción de los demás miembros. Su andar era firme, y toda la actitud de su cuerpo, varonil; su voz tan clara, que no respondía a la figura corporal. Gozó de próspera salud, menos en sus cuatro últimos años, pues entonces adoleció frecuentemente de fiebres, y al final, hasta cojeaba de un pie. Aun entonces se regía más por su gusto que por el parecer de los médicos, a quienes casi odiaba porque le aconsejaban que no comiera carne asada, según su costumbre, sino cocida. Hacía continuo ejercicio de cabalgar y cazar, lo cual le venía de casta, pues difícilmente habrá nación que en este arte venza a los francos. Deleitábase con los vapores de las aguas termales y ejercitaba su cuerpo con frecuencia en la natación, y lo hacía tan bien que nadie le aventajaba. Por eso construyó el palacio en Aquisgrán, y allí habitó los últimos años de su vida. Y no iba al baño con sus hijos, sino con los magnates y amigos y aun con otros subalternos y guardias suyos, de modo que algunas veces se bañaban con él cien y más hombres. Vestía a la manera de los francos: camisa de lino y calzones de lo mismo, túnica con pasamanos de seda; envolvía sus piernas con polainas de tiras, y en invierno protegía hombros y pecho con pieles de foca y de marta; llevaba sayo verdemar y siempre al cinto la espada, cuya empuñadura y talabarte eran de oro o de plata. También usaba a veces espada guarnecida de gemas, pero solo en las grandes festividades y cuando venían embajadores extranjeros. Los trajes extraños, por hermosos que fuesen, los desechaba, de modo que solo una vez, a petición del pontífice Adriano, y otra a ruegos del papa León, se vistió la larga túnica y la clámide y usó el calzado a la usanza romana. En las fiestas ostentaba vestidura entretejida de oro y calzado adornado de piedras preciosas, broche de oro en el manto y diadema cuajada de oro y perlas. En los demás días apenas se diferenciaba del uso común y plebeyo. En el comer y beber era templado, sobre todo en el beber, pues aborrecía la embriaguez en cualquiera, mucho más en sí y en los suyos. Del alimento no podía abstenerse mucho y aún se quejaba de que los ayunos le eran perjudiciales. Rarísimos eran sus banquetes, y solo en las grandes festividades, pero entonces con gran número de convidados. Presentábanle en la mesa no más de cuatro platos, fuera del venado asado, que era lo que más le gustaba. Mientras comía le placía oír alguna música o alguna lectura. Leíansele historias y los hechos de armas de los antiguos. También le deleitaban los libros de San Agustín, principalmente los de La Ciudad de Dios. En el vino y en toda bebida era tan parco, que de ordinario no bebía más de tres veces durante la comida. En el verano, después de comer, tomaba alguna fruta con un trago y echaba una siesta de dos o tres horas, desnudándose como por la noche. Interrumpía el sueño nocturno despertándose cuatro o cinco veces, y hasta se levantaba. Recibía a sus amigos mientras se calzaba y vestía, y también, si se le decía que había un litigio pendiente, hacía entrar a los litigantes, dictaminando allí como si estuviera sentado en el tribunal.

También se le atribuye una revisión de los Anales del reino de los francos (Annales regni Francorum, 741-829) y la redacción de 62 cartas.